# Liste der denkmalgeschützten Objekte in Salzburg-Bergheim
Die Liste der denkmalgeschützten Objekte in Salzburg-Bergheim enthält das einzige denkmalgeschützte, unbewegliche Objekt der Katastralgemeinde Bergheim II, die sich im Salzburger Stadtteil Itzling befindet.
Für die Gemeinde Bergheim im Bezirk Salzburg-Umgebung siehe Liste der denkmalgeschützten Objekte in Bergheim (Flachgau).

## Denkmäler
| Foto |                 | Denkmal                                    | Standort                                           | Beschreibung | Metadaten                                                                                      |
| ---- | --------------- | ------------------------------------------ | -------------------------------------------------- | --- | ---------------------------------------------------------------------------------------------- |
| ja   | Datei hochladen | Bildstock HERIS-ID: 70279 Objekt-ID: 83392 | Albert-Schweiger-Straße 1 Standort KG: Bergheim II | Der Bildstock ist der neunte aus einer Reihe von 15 Säulen, die die Rosenkranzgeheimnisse zeigen. Die Bildstöcke wurden 1705 von einem anonymen Stifter aufgestellt und befinden sich entlang eines alten Wallfahrtswegs vom Salzburger Stadtteil Elisabeth-Vorstadt auf die Anhöhe des Plainbergs. | BDA-Hist.: Q64487690 Status: § 2a Stand der BDA-Liste: 2025-06-30 Name: Bildstock GstNr.: 1773 |